# Robert Bork (Jurist)

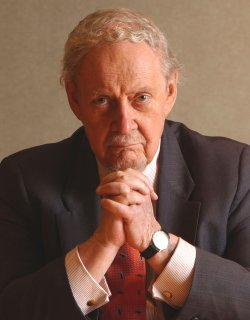
Robert Bork (2005)

Robert Heron Bork (* 1. März 1927 in Pittsburgh, Pennsylvania; † 19. Dezember 2012 in Arlington County, Virginia) war ein US-amerikanischer Jurist. Er war unter der Regierung von Nixon und Ford 1973-1979 United States Solicitor General. 1982–1988 war er Richter beim US Court of Appeals und wurde von der Regierung Reagan 1987 erfolglos als Richter beim Obersten Gerichtshof nominiert. 
Zu Borks einflussreichen rechtlichen Positionen zählt seine Kritik bzw. Ablehnung des Vorgehens gegen Monopole und Marktmacht durch das Wettbewerbs- und Kartellrecht. Laut Bork schadet solch ein Vorgehen den Unternehmen und Konsumenten. Bork lehnte zudem ein grundsätzliches Recht auf Privatsphäre ab, warb für eine engere Auslegung des First Amendment (der Redefreiheit) und war Gegner des Civil Rights Act of 1964 zur rechtlichen Gleichstellung von Afroamerikanern. Zu letzterem äußerte er nach der Kritik bei seiner Nominierung für den Obersten Gerichtshof 1987, er vertrete nun eine andere Sicht.
Nachdem sich der Justizminister geweigert hatte, entließ Bork 1973 als Solicitor General auf Anweisung vom Präsidenten Richard Nixon den Chefermittler Archibald Cox, wodurch laut den Kritikern eine Aufdeckung der Watergate-Affäre verhindert werden sollte. Bork selbst antwortete auf die Kritik, die Entlassung sei rechtmäßig gewesen und er habe ein Chaos in der Regierung verhindert. Größere öffentliche Aufmerksamkeit erhielt Bork nach seiner Nominierung 1987 unter Präsident Reagan für den Obersten Gerichtshof. Neben seinen Rechtspositionen war diese Nominierung auch wegen seiner Rolle bei der Watergate-Affäre 1973 äußerst umstritten und wurde schließlich nach umfangreichen Anhörungen im Senat mit 58 zu 42 Stimmen mehrheitlich abgelehnt.

## Berufsstationen bis 1988
Der Sohn eines Handelsvertreters aus der Stahlindustrie und einer Lehrerin leistete nach dem Besuch der Hotchkiss School in Connecticut zwischen 1945 und 1946 seinen Militärdienst im US Marine Corps (USMC) und studierte anschließend an der University of Chicago, an der er 1948 einen Bachelor of Arts (B.A.) erwarb. Anschließend absolvierte er ein Postgraduiertenstudium an der University of Chicago und beendete dieses 1953 mit einem Juris Doctor (J.D.). Während seiner Studienzeit trat er den rechtswissenschaftlichen Verbindungen Phi Delta Phi und Phi Beta Kappa bei. Zwischenzeitlich diente er während der Zeit des Koreakrieges von 1950 bis 1952 in der Reserve des USMC. Im Anschluss war er als Rechtsanwalt tätig.
Im Juni 1973 wurde er von US-Präsident Richard Nixon zum Solicitor General ernannt und nahm damit als Nachfolger von Erwin Griswold den dritten Rang im Justizministerium der Vereinigten Staaten ein. Nach dem Rücktritt des Justizministers war er für kurze Zeit vom 20. Oktober bis 17. Dezember 1973 amtierender Justizminister (Acting Attorney General). Das Amt des Solicitor General bekleidete Bork bis zum Ende der Präsidentschaft von Gerald Ford im Januar 1977. 1982 wurde er zum Richter an den für den District of Columbia zuständigen US Court of Appeals berufen. Diesem Bundesberufungsgericht gehörte er bis 1988 an.

## Watergate-Affäre 1973
Im Rahmen der Watergate-Affäre wurde 1973 bekannt, dass es ein Tonbandaufzeichnungssystem im Oval Office gab. Der Chefermittler Archibald Cox versuchte für seine Ermittlungen die Herausgabe der Tonbänder rechtlich zu erzwingen. Wie sich später nach der erfolgten Einsicht herausstellte befand sich darunter auch das Band, das bewies, dass Nixon persönlich befohlen hatte, die Ermittlungen der Justiz zur Watergate-Affäre zu behindern. Am 20. Oktober 1973 kam es vor diesem Hintergrund zum sogenannten Saturday Night Massacre. In Nixons Namen befahl Stabschef Alexander Haig  dem Justizminister Elliot L. Richardson, Cox zu entlassen. Allerdings weigerte sich Richardson und trat zurück. Ebenso der stellvertretenden Justizminister William Ruckelshaus.
Bork, als bisheriger Solicitor General of the United States dritter der Rangfolge des Justizministeriums, führte den Befehl aus und entließ Cox. Er ordnete zudem das FBI an, alle Ermittlungsaufgaben des Sonderermittlers auf das Justizministerium zu übertragen. Bork begründete die Entlassung als angemessen. Als er später für die Entlassung kritisiert wurde, sagte Bork, sei lediglich nicht zurückgetreten, um Chaos zu verhindern. In seinen Memoiren sagte Bork, Nixon habe ihm einen Richterposten beim Obersten Gerichtshof versprochen, sich aber daran nicht gehalten.
Als Bork 1987 für den Richterposten beim Obersten Gerichtshof nominiert wurde, wurde bei den Anhörungen auch seine Rolle beim Saturday Night Massacre beleuchtet. Juristen für Borks Nominierung sagten, er habe lediglich eine aufrichtige juristische Entscheidung getroffen und das Ministerium vor Chaos bewahrt. Der damals zurückgetretene republikanische Politiker Ruckelshaus unterstützte die Entscheidung von Bork, nicht auch zurückzutreten. Er äußerte jedoch auch, Bork war der Ansicht, der Präsident habe das Recht, Cox zu entlassen und moralische Skrupel standen Bork nicht im Wege. Gegner der Nominierung von Bork als Richter sahen die Entscheidung von Bork als symptomatisch dafür an, dass Bork der Exekutive übermäßige Macht zubillige.

## Rechtspositionen

### Wettbewerbsrecht
Bork war ein Kritiker des Wettbewerbs- und Kartellrechts. In seinem Buch The Antitrust Paradox führte Bork 1978 seine Sicht aus, dass Leute sich nur dann nicht dumm verhalten, wenn sie durch Werbung beeinflusst werden. Dazu gehört nach Bork auch der Verhalten der Federal Trade Commission, welche mit ihren Antitrust-Verfahren die Unternehmerklasse verfolge. Er vertrat die Sicht, dass Oligopole/Monopole, ein Zeichen dafür sind, dass diese Unternehmen besonders erfolgreich sind. Der Staat soll nicht grundsätzlich den Wettbewerb zwischen Unternehmen fördern, da Oligopole/Monopole wegen ihrer Effizienz für die Konsumentenwohlfahrt am besten sein können. 
Er plädierte für eine Uminterpretation des Wettbewerb-Begriffs im Wettbewerbsrecht (Sherman Antitrust Act), wonach auch durch eine Abnahme an Rivalität zwischen Unternehmen, der Wettbewerb gefördert werde. Bork unterstütze vor dem Hintergrund auch die Bildung größerer Unternehmen durch Fusionen.
Die Position erhielt sowohl viel Unterstützung als auch Kritik. Der Jurist Peter Gerhart lobte etwa, dass durch Bork eine umfassende Methode basierend auf ökonomischer Analyse der Chicago-Universität für die Antitrust-Politik vorliege. Der Jurist Paul Brietzke wandte ein, dass Bork nicht die autoritäre Gefahr durch zu große Unternehmensmacht wahrnehme. Sein Konzept der Konsumentenwohlfahrt bleibe schwammig, insbesondere da Menschen nicht nur Konsumenten, sondern auch anderweitig (z. B. Umweltverschmutzung) von Unternehmensentscheidungen betroffen sind. Bork, der die Position zusammen mit einigen Ökonomen der Chicago-Universität vertrat, wird ein großer Einfluss auf die Rechtsprechung zum Kartellrecht seit den 1980ern zugesprochen. Der Jurist Daniel Crane verweist darauf, dass dies auch die Zeit der dazu passenden Reagonomics unter der Präsidentschaft Reagan war, was den Einfluss erklären könne.
Zuvor wurden z. B. Unternehmensfusionen noch oft abgelehnt, seitdem werden sie eher zugelassen. Seitdem sich die Sicht von Bork durchgesetzt hat, gab es fast keine Verfahren zur Entflechtung von Monopolen in den USA. Die Position wird mittlerweile wieder kritischer gesehen, auch in der Zeitschrift ProMarket der Chicago-Universität erschien 2019 ein Artikel, der postulierte Borks Erbe habe Unternehmensübermacht und individuelle Machtlosigkeit hinterlassen. Auch in der Federal Trade Commission wird durch die FTC-Vorsitzende Lina Khan in der Biden-Regierung mittlerweile eine andere Sicht vertreten, demnach seien Monopole eine Gefahr für die Wohlfahrt von Demokratien.

### Weitere Rechtspositionen
Bork vertrat den Originalismus. Er kritisierte die Justiz habe sich zu sehr von der Verfassungsinterpretation zur Zeit der Gründung der USA wegbewegt. Bork lehnte den Civil Rights Act of 1964, der Diskriminierung aufgrund von Rasse, Hautfarbe, Religion, Geschlecht oder nationaler Herkunft verbietet, ab und bezeichnete das Prinzip als unübertroffene Hässlichkeit. Als diese Position bei seiner Nominierung zum Supreme Court 1987 kritisiert wurde (siehe unten), sagte Bork er habe mittlerweile eine andere Sicht darauf.
Bork warb zudem für eine engere Auslegung des First Amendment (der Redefreiheit). Demnach sollen für wissenschaftliche, literarische und "obszöne" Veröffentlichungen die Redefreiheit nicht gelten, nur für explizit politische Äußerungen. Später reagierte Bork auf die Kritik und sagte, auch andere Ausdrucksformen können durch die Redefreiheit geschützt werden. Als Richter lehnte Bork ein grundsätzliches Recht auf Privatsphäre ab. Hintergrund war die Entlassung eines Homosexuellen aus der Armee, der wegen Verletzung seiner Privatsphäre dagegen klagte.

## Nominierung für den Obersten Gerichtshof 1987
1987 wurde der Republikaner Bork von Präsident Ronald Reagan als Kandidat für das Amt eines beisitzenden Richters (Associate Justice) am Obersten Gerichtshof der USA nominiert. Bork war sowohl wegen seiner Rolle bei der Watergate-Affäre als auch wegen seiner Justizpositionen (siehe die entsprechenden Kapitel) eine äußerst kontroverse Nominierung. Auf die Nominierung erfolgten lange Anhörungen vor dem Justizausschuss des Senats, welche zum Teil auch in Fernsehen und Radio übertragen wurden. Von der Opposition im US-Senat wurde unter anderem die Ansicht vertreten, dass Bork für eine USA stehe in der Abtreibungen in Hinterhöfen stattfinden müssen, die Polizei nicht die Privatsphäre von Bürgern beachten müsse und Kinder nichts über die Evolution lernen dürfen. Beigetragen zur intensiven Auseinandersetzung hat möglicherweise auch, dass der Vorgänger von Bork, Lewis F. Powell, auch teils im Sinne der Demokraten bei Urteilen stimmte. Dies erwarten die Demokraten bei Bork nicht.
Konservative Befürworter der Nominierung wie Concerned Women for America und die Think Tanks Free Congress Foundation und Washington Legal Foundation begrüßten hingegen die Nominierung, da durch Bork nun wieder das Recht in den USA wiederhergestellt werde und Entscheidungen der letzten 30 Jahre zurückgenommen werden können. Zu den Gegnern der Nominierung zählte federführend die Leadership Conference on Civil and Human Rights (zudem Reproductive Freedom for All, AFL-CIO und Planned Parenthood).
Der damalige Senator Joe Biden äußerte, es gab einen solchen Ansturm an Befürwortern und an Gegnern der Nominierung, da die Nominierung im Wesentlichen eine Abstimmung darüber war, ob die Leute die Arbeit des Gerichts der letzten Jahrzehnte im Grundsatz unterstützenswert finden. Oder ob mit Bork nun ein Kurswechsel erfolgen sollte. 
Die Debatte um die Nominierung wurde so intensiv geführt, mit Werbespots pro und contra etc. dramatisiert  und von Befürworter kritisiert, dass sie sich als neue Wortschöpfung teils in Wörterbüchern wiederfand: to bork someone bedeutet laut Oxford English Dictionary als Slang, eine Person systematisch zu diffamieren bzw. zu verunglimpfen, um ihre (öffentliche) Karriere zu schädigen.
Auch innerhalb der Republikanischen Partei gab es Widerstände gegen Bork, insbesondere von Senator Arlen Specter, einem langjährigen republikanischen Mitglied des Justizausschusses. Am 23. Oktober 1987 stimmte der Senat der Vereinigten Staaten schließlich mit 58 zu 42 gegen Borks Nominierung. Statt Bork wurde Anthony Kennedy als beisitzender Richter nominiert und am 18. Februar 1988 zum Associate Justice des Supreme Court ernannt.
Weil Bork ein grundsätzliches Recht auf Privatsphäre ablehnt, erfragte der Journalist Michael Dolan während der Anhörungen 1987 aus denselbem Bezirk bei einer Videothek welche Videos Bork sich ausgeliehen hat und veröffentlichte einen Teil. Der Journalist bezeichnete die Aktion als Scherz, es aber gleichzeitig als erschreckend, dass es keine Vertraulichkeit bei solchen Daten gebe. Parlamentsabgeordnete zeigte sich über diese Möglichkeit sehr besorgt und die Aktion führte zur Verabschiedung des Video Privacy Protection Act (oft wegen des Hintergrunds „Bork Bill“ genannt). Das Gesetz verbietet es ohne Einwilligung des Betroffenen Daten seiner Videoausleihen weiterzugeben.

## Nach 1987
Nach der gescheiterten Nominierung war Bork in den folgenden Jahren als Fellow beim think tank American Enterprise Institute tätig und wurde Professor an der Antonin Scalia Law School der Mason-Universität. 2003 konvertierte Bork von der evangelischen United Presbyterian Church zum Katholizismus. Er gehörte zudem dem Texas Review of Law & Politics sowie der Lobbyorganisation Defenders of Property Rights (Verteidiger der Eigentumsrechte) als Mitglied des Beratungsgremiums an.
Bork verstarb im Dezember 2012 im Alter von 85 Jahren.

## Veröffentlichungen
Bork war außerdem Autor mehrerer Bücher zu rechtswissenschaftlichen und politischen Themen. Zu seinen wichtigsten Veröffentlichungen gehören:
- The Tempting of America: The Political Seduction of the Law, Simon & Schuster, 1991
- Slouching Toward Gomorrah: Modern Liberalism and American Decline, HarperCollins, 1996
- Coercing Virtue: The Worldwide Rule of Judges, American Enterprise Institute, 2003